# Gara Brad
Gara Brad este o gară care deservește municipiul Brad, județul Hunedoara, România.
Gara Brad a fost inaugurată în data de 6 decembrie 1896, odată cu calea ferată Brad – Sântana.
Clădirea stației CF a intrat în reparații capitale în 2016, iar lucrările, finanțate de CFR cu peste un milion de lei, s-au întins pe aproape trei ani. 
Fațadele gării au fost restaurate, acoperișul a fost înlocuit, iar înfățișarea clădirii zugrăvite în galben s-a schimbat complet. Lucrările de reabilitare a spațiilor din interiorul clădirii sunt, însă, oprite din 2019. Cele mai multe încăperi au rămas neamenajate, iar o suprafață mare din tavan s-a prăbușit chiar în timpul lucrărilor de reparații.
În prezent, linia Brad – Sântana este închisă și nu mai circulă niciun tren, gara rămânând fără obiect de activitate.

HD-II-m-B-03265